# Simon Birch, a kisember
A Simon Birch, a kisember (eredeti cím: Simon Birch) 1998-as amerikai dráma-filmvígjáték, amely John Irving 1989-es A Prayer for Owen Meany című regényén alapul, és amelyet Mark Steven Johnson írt, rendezői debütálásában pedig Mark Steven Johnson rendezett. A főszerepben Ian Michael Smith, Joseph Mazzello, Jim Carrey, Ashley Judd és Oliver Platt látható. A regény második felének nagy részét kihagyták, és megváltoztatták a befejezést.
A film Irving kérésére nem azonos a könyv címével; nem hitt abban, hogy regényét sikerrel filmre lehet vinni. A "Simon Birch" nevet ő javasolta az Owen Meany név helyett. A film főcímében az áll, hogy a filmet Irving regénye "inspirálta".
A film 1998. szeptember 11-én jelent meg.

## Cselekmény
Egy kisfiú, akinek a növekedése elmaradott, meg van győződve arról, hogy Istennek nagy terve van vele.

## Szereplők
| Karakter            | Színész           | Magyar hang    |
| ------------------- | ----------------- | -------------- |
| Simon Birch         | Ian Michael Smith | Bíró Attila    |
| Joe Wenteworth      | Joseph Mazzello   | Kováts Dániel  |
| Joe időskorában     | Jim Carrey        | Kerekes József |
| Rebecca Wenteworth  | Ashley Judd       | Kiss Mari      |
| Ben Goodrich        | Oliver Platt      | Rátóti Zoltán  |
| Russell tiszteletes | David Strathairn  | Kovács István  |
| Wenteworth nagyi    | Dana Ivey         | Kassai Ilona   |
| Hilde Grove         | Beatrice Winde    | Illyés Mari    |
| Miss Leavey         | Jan Hooks         | Borbás Gabi    |

## Filmzene
A Simon Birch az 1950-es és 1960-as évekből származó R&B dalokat, valamint Marc Shaiman négy zenéjét tartalmazza. A film eredeti filmzenéje 1998. szeptember 1-jén jelent meg kompakt lemezen, LP-n és audiokazettán a Sony Wonder, a Hollywood Records és az Epic Records forgalmazásában. A dalok a következők:
1. "You Were There" – Babyface
2. "Bread and Butter" – The Newbeats
3. "A Walkin' Miracle" – The Essex
4. "Mickey's Monkey" – Smokey Robinson / The Miracles
5. "Can I Get a Witness" – Marvin Gaye
6. "Fever" – Peggy Lee
7. "Up on the Roof" – The Drifters
8. "Papa's Got a Brand New Bag" – James Brown
9. "The Nitty Gritty" – Shirley Ellis
10. "Nowhere to Run" – Martha and the Vandellas
11. "It's All Right" – The Impressions
12. "(Your Love Keeps Lifting Me) Higher and Higher" – Jackie Wilson
13. "Simon's Theme" – Marc Shaiman
14. "Friends Forever" – Marc Shaiman
15. "Simon's Birth" – Marc Shaiman
16. "Life Goes On" – Marc Shaiman

## Médiakiadás
A filmet sztereó dts LaserDisc formátumban, valamint VHS-en és DVD-n adták ki 1999. május 18-án. A DVD tartalmazza a film mozielőzetesét.